# ガーリックトースト

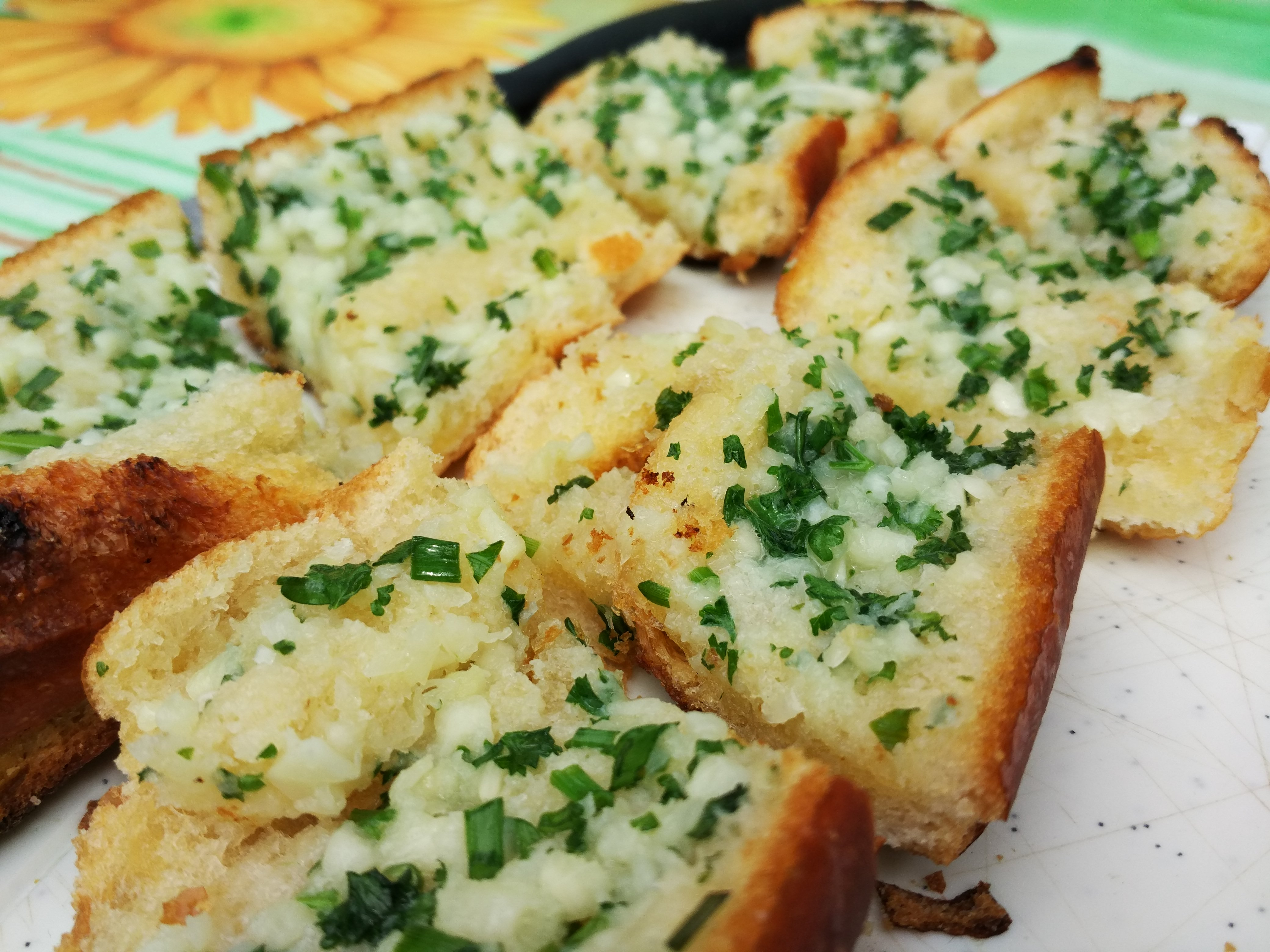
ガーリックトースト

ガーリックトースト（英語: garlic toast）はニンニクの香りをつけて焼いた（トーストした）パンのこと。ガーリックブレッドと表現されることもある。
そのまま食べるほか、パスタや魚料理、肉料理のつけあわせとして供される。赤ワインを飲む際に一緒に食べることも多い。この時は主にフランスパンベースである。
使用するパンも食パンやフランスパンなどさまざまで、作り方にもいくつか方法がある。

## 作り方の例
- パンをトーストし、皮を剥いて切ったニンニクの切断面をこすり付ける。香りが十分に移ったらバターを塗って供する。
- バターにガーリックパウダーやニンニクの微塵切りを混ぜ合わせてガーリックバターをつくり、それを塗ったパンをオーブンで焼く。
- フランスパンに切れ目をいれ、ガーリックバターをたっぷり挟み、オーブンで焼いた後に切り分ける。
- オリーブオイルに微塵切りしたニンニクを混ぜ、それをパンに塗ってオーブンで焼く。

## 学校給食
アメリカ合衆国の教育現場では、かつて学校給食メニューの一つであったが、2012年、学校給食の規定が栄養バランスを考慮した内容に改正されて以降、穀類の過剰摂取を防止する等の理由により忌避される例も見られるようになった。